# 布拉利-福尔蒂悖论
在集合論此一數學領域裡，布拉利-福爾蒂悖論斷言，樸素建構「所有序數的集合」會導致矛盾，因此每個允許此一構造的系統都會顯得自相矛盾。此一悖論是以切薩雷·布拉利-福爾蒂來命名的，他在1897年發現了此一悖論。

## 用冯·诺伊曼序数来陈述
由所有序數{\displaystyle \Omega } 所組成的集合帶有序數的所有性質，所以此集合自身也必須被視為是一個序數。接下來，我們可以建構出此序數的後繼序數{\displaystyle \Omega +1}，後者會嚴格大於前者。不過，這個後繼序數也必然是{\displaystyle \Omega } 內的元素，因為{\displaystyle \Omega } 包括所有的序數，而因此：
{\displaystyle \Omega <\Omega +1}  且  {\displaystyle \Omega +1<\Omega }

## 更一般的陈述
上述悖论版本是有时代错误的，因为它假定了冯·诺伊曼的序数定义，在他的定义下序数是所有前面序数的集合，在 Burali-Forti 提出这个悖论的时候还没有这种定义。下面是有更少假定的版本: 假设在未指定方式下对每个良序排序关联上叫做它的“序类型”的一个对象(序类型是序数)。“序类型”(序数)自身是在自然方式下良序的，而这个良序排序必定有一个序类型 {\displaystyle \Omega \ }。容易证实在朴素集合论(在 ZFC 中仍是真的而在新基础中不是)中，所有小于一个固定的 {\displaystyle \alpha \ } 的序数的序类型是 {\displaystyle \alpha \ } 自身。所以小于 {\displaystyle \Omega \ } 的所有序数的序类型是 {\displaystyle \Omega \ } 自身。但是这意味着作为序数的真初始片段的序类型 {\displaystyle \Omega \ }，严格的小于所有序数的序类型，但是按照定义后者就是 {\displaystyle \Omega \ } 自身。这是荒谬的!
注意如果我们使用冯·诺伊曼的序数定义，在其中每个序数等同为所有前面序数的集合，则这个悖论是不可避免的: 小于一个固定的 {\displaystyle \alpha \ } 的所有序数的序类型是 {\displaystyle \alpha \ } 自身必定为真。冯·诺伊曼序数的搜集，像在罗素悖论中的搜集一样，不能是使用经典逻辑的集合论的一个集合。但是在新基础中序类型的搜集（定义为所有良序排序在类似性下的等价类）实际上是个集合，这个悖论被避免是因为小于 {\displaystyle \Omega \ } 的所有序数的序类型变成不是 {\displaystyle \Omega \ }。

## 悖论在 ZFC 中的解决
现代公理化集合论通过简单的不允许用无限制的概括公理集合构造来绕过这个悖论，而在弗雷格的公理系统中允许构造“有性质 {\displaystyle P} 的所有集合”。在新基础中有一个非常不同的解决。